# Stupné
Stupné (Hongaars: Osztopna) is een Slowaakse gemeente in de regio Trenčín, en maakt deel uit van het district Považská Bystrica.
Stupné telt 687 inwoners.